# 门罗·H·马丁
门罗·H·马丁（1907年2月7日—2007年3月12日）是一位美国数学家，出生于宾夕法尼亚州兰开斯特，博士毕业于约翰斯·霍普金斯大学，导师奥雷尔·温特纳，毕业后进入哈佛大学进行博士后研究，期间获美國國家科學研究委員會资助，1936年进入馬里蘭大學學院市分校任教，研究方向为流體動力學，后成为美国数学协会和美國數學學會会员。馬里蘭大學學院市分校设立了门罗·H·马丁奖来纪念他。